# Tradições académicas
O termo tradições académicas respeita a um conjunto de usos e costumes estudantis reconhecidos como expressão identitária da cultura e património histórico dos estudantes. Trata-se, pois, de um conjunto de valores, costumes e manifestações que são conservados pelo facto de serem considerados valiosos aos olhos da comunidade e que se pretende incutir às novas gerações. Em suma, é perpetuar conceitos, experiências e práticas entre as gerações, considerados fundamentais para a identidade comunitária, sua legitimação e distinção.

## História
A noção de Tradição Académica está associada à celebração ritual e sazonal do calendário estudantil, para além de outras manifestações iminentemente académicas (ou que no contexto académico ganham uma personalidade própria, como é o caso das Tunas). As primeiras tradições estudantis estão ligadas á celebração do grau, ao início e fim das aulas, ao centenário da sebenta ...... Com o decorrer dos tempos, um conjunto de iniciativas e expressões são associadas a esse momentos do calendário académico e passam a fazer parte da Tradição: a queima das “Fitas” dos Quartanistas por volta de 1896; a prática da Pastada na década de 1920; a missa de Benção das Pastas, em 1930; a invenção das Cartolas e Bengalas por 1931; a introdução da Venda da Pasta pelos finalistas de Medicina da UC em 1932; o Baile de Gala das Faculdades, em 1933; a Imposição de Insígnias dos Quartanistas Grelados em 1946; a inclusão da Monumental Serenata no programa da Queima das Fitas, em 1949; as latadas de abertura do ano escolar inventadas nos inícios da década de 1950 (antes assinalavam o fim das aulas - dia do ponto); a adopção do ritual da compra do Grelo/Nabiça às vendedeiras do Mercado Municipal desde a Revolta do Grelo de 1903.
Muitas das citadas actividades passam a definir o conjunto nuclear e tradicional da semana de festejos, denominada "Queima das Fitas" (ou Semana Académica, noutras cidades) que assinala os festejos de fim de ano lectivo. Também um conjunto lato de actividades ligadas aos ritos de recepção ao caloiro passam e fixar-se de igual forma, tomando o nome de "praxes"1 . Em Coimbra, no largo da portagem eram tradicionais a Picaria, os Insultos e o Baptismo. Já no1º dia de aulas, exisitia o Canelão/Pega de Caras, o Grau, o Julgamento/Tribunal, a Patente, os Discursos, as Trupes. No final do ano, ocorriam as as Soiças/Pega de Rabo que assinalavam a emancipação dos caloiros. Actualmente, os ritos de recepção estão fixados no gozo ao caloiro (primeiros dias/semanas) e na denominada "Semana do Caloiro", marcada pela Latada, Baptismo e Julgamento (Tribunal), com a qual acabam as "praxes" (ou supostamente deveriam acabar).
Existem, contudo, outras expressão de Tradição Académica, como sucede com as Tunas, os Coros Universitários, os grupos dramáticos, as orquestras académicas, os grupos de fado e o próprio fado de Coimbra. São expressão dessa tradição e cultura académicas, da sua diversidade e múltiplas formas de operacionalização da vivência da cidadania académica.

## Tradição académica e praxe

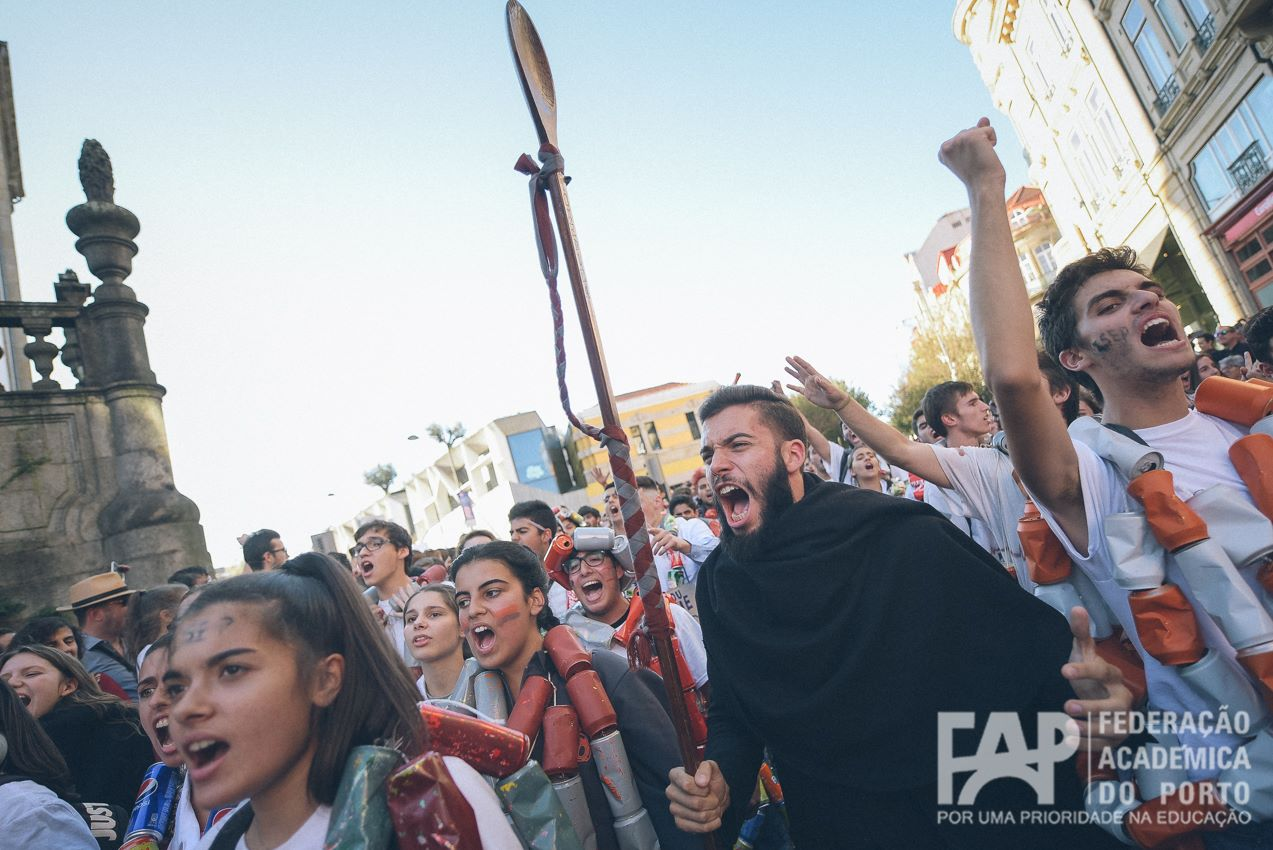
Doutor na Latada do Porto

Existe, actualmente, a ideia errada de que Tradição e Praxe são o mesmo, muito por fruto daquilo a que António Nunes (2003) apelida de esforço praxizador, ou seja a tentativa de apropriação sinedocal (em que se toma a parte pelo todo). Na verdade a Praxe é tão somente um conjunto de regras que regulam o modo de ser, estar e agir em alguns do supra-citados eventos ou expressões, passando tal, muitas vezes, pela etiqueta ligada ao correcto e adequado uso do traje académico nesses momentos. A Praxe não é nada mais, pois, do que a lei que regula as relações, o protocolo, a etiqueta a observar, seja no modus procendi dessas actividades (serenata, imposição de insígnias....), assim como as relações hierárquicas dos membros da comunidade. A Praxe define como se traja e deve estar na Serenata Monumental, mas a Serenata em si, os grupos de fado e seu repertório, não estão sob alçada da Praxe, nem são Praxe. Como refere António Nunes,Especificando melhor, são praxe as normas que regulamentam a boa exercitação cíclica destas tradições, mas estas instituições costumeiras não são praxe em sentido estrito.